# 과학기술위성 1호
과학기술위성 1호는 한국과학기술원(KAIST) 소속 인공위성연구센터(SATREC)에서 과학기술부의 우주개발 중장기 기본계획 아래 개발한 저궤도 소형위성이다. 우리별 4호라고도 불린다.
2003년 9월 27일 오후 3시 11분(한국시각) 플레세츠크(Plesetsk) 우주센터에서 러시아의 COSMOS 3M 로켓에 의해 발사되었다. 고도 690km의 태양동기궤도를 돌고 있으며 106kg의 무게와 665*551*830 mm의 크기를 가진다. 주임무는 원자외선영역의 천체 및 지구 분광관측과 오로라의 발생원인 규명을 위한 입자검출 실험이다.